# Mistænkt (film fra 1923)
 For alternative betydninger, se Mistænkt. (Se også artikler, som begynder med Mistænkt)
Mistænkt (originaltitel Grumpy) er en amerikansk stumfilm fra 1923 af William C. deMille.

## Medvirkende
- Theodore Roberts som Grumpy
- May McAvoy som Virginia Bullivant
- Conrad Nagel som Ernest Heron
- Casson Ferguson som Chamberlin Jarvis
- Bertram Johns som Keble
- Charles Ogle som Ruddock